# Dorfkirche Kleinbernsdorf

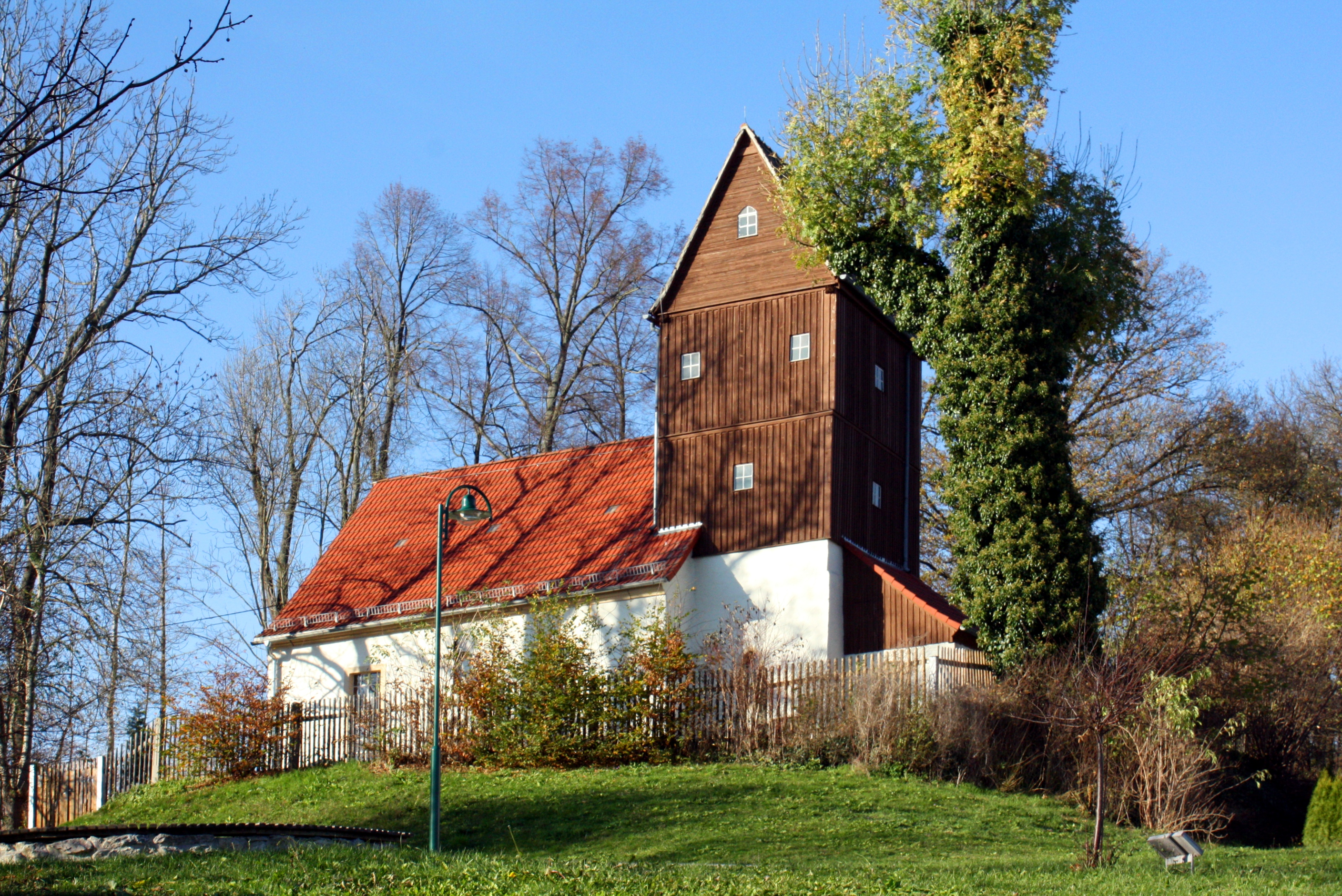
Die Kirche

Die evangelische Dorfkirche Kleinbernsdorf steht im Ortsteil Kleinbernsdorf der Landstadt Münchenbernsdorf im Landkreis Greiz in Thüringen auf der Anhöhe am Ende des Ortes mitten im Friedhof. Sie gehört zur Kirchengemeinde Münchenbernsdorf im Kirchenkreis Gera der Evangelischen Kirche in Mitteldeutschland.

## Geschichte
Die romanische Dorfkirche hat ein Chorrechteck, das einen alten Holzturm trägt.
1792 wurde die Kirche umgestaltet.
Der Taufstein aus dem 16. Jahrhundert besteht aus Sandstein. Der Altar aus dem Jahre 1510 befindet sich verpackt auf dem Dachboden.
Von den Glocken im Turm stammt eine aus dem 14., die andere aus dem 19. Jahrhundert.
Das Kriegerdenkmal erinnert an die Opfer des Ersten Weltkriegs.